# 申弘謨
申弘謨，山西長治縣人，清朝政治人物，同進士出身。
顺治十八年（1661年），登辛丑科進士，官江西建昌縣（永修縣）知县。